# Râul Valea Rea, Coșuștea Mică
- Pentru alte râuri omonime, vedeți pagina de dezambiguizare Valea Rea.

Râul Valea rea este un curs de apă, afluent al râului Coșuștea Mică. 